# Vreni Schneiderová
Verena „Vreni“ Schneiderová ( * 26. listopadu 1964, Elm) je švýcarská sjezdařka. Během své dlouholeté kariéry startovala 3× na Zimních olympijských hrách a 4× na mistrovství světa. Zúčastnila se 172 závodů světového poháru, v nichž se 100× umístila mezi prvními třemi.
Největší úspěchy:
- Zimní olympijské hry 1988 v Calgary (Kanada)
  - 1. místo ve slalomu
  - 1. místo v obřím slalomu

- Zimní olympijské hry 1992 v Albertville (Francie)
  - 7. místo ve slalomu

- Zimní olympijské hry 1994 v Lillehammeru (Norsko)
  - 1. místo ve slalomu
  - 2. místo v kombinaci
  - 3. místo v obřím slalomu
  - 33. místo ve sjezdu

- Mistrovství světa 1985 v Bormiu (Itálie)
  - 12. místo v obřím slalomu

- Mistrovství světa 1987 v Crans Montaně (Švýcarsko)
  - 1. místo v obřím slalomu
  - 4. místo v Super G
  - 4. místo v kombinaci

- Mistrovství světa 1989 ve Vailu (USA)
  - 1. místo v obřím slalomu
  - 2. místo v kombinaci
  - 2. místo ve slalomu

- Mistrovství světa 1991 v Saalbachu (Rakousko)
  - 1. místo ve slalomu
  - 3. místo v kombinaci
  - 7. místo v obřím slalomu